# Синдром системної запальної відповіді
Синдром системної запальної відповіді (ССЗВ, англ. Systemic inflammatory response syndrome) — термін, який було введено для виділення універсальних клінічних проявів, що виникають внаслідок розвитку вираженої запальної реакції. ССЗВ може бути наслідком як тяжкої інфекційної хвороби, сепсису, так і неінфекційних захворювань (опіки, травма, отруєння, гострий панкреатит тощо).
Для виявлення цього синдрому у хворого існують відповідні діагностичні критерії — група показників, зміна яких може відображати запальні зміни (інфекційного чи іншого генезу) на мікросудинному та клітинному рівнях. Наявність принаймні двох із наступних 4 критеріїв вказує на розвиток ССЗВ:
- температура тіла вище 38 °C чи нижче 36 °C;
- частота серцевих скорочень вище 90 за хвилину;
- частота дихання більше 20 за хвилину;
- кількість лейкоцитів більше 12x109/л чи менше 4x109/л або наявність більше 10 % незрілих форм нейтрофілів.